# Conseil départemental des Côtes-d'Armor
Le conseil départemental des Côtes-d'Armor est la collectivité territoriale du département français des Côtes-d'Armor. Son siège se trouve à Saint-Brieuc.

## Historique
Jusqu'en février 1990, la collectivité se nommait Conseil général des Côtes-du-Nord. De 1990 à 2015, il prend le nom de Conseil général des Côtes-d'Armor jusqu'à la suppression du conseil général en 2015 transformé en conseil départemental.

## Organisation

### Assemblée départementale
Le conseil départemental des Côtes-d'Armor comprend 54 conseillers départementaux, élus des 27 cantons des Côtes-d'Armor.
| Parti                                | Sigle | Sigle | Élus | Groupes                         |
| ------------------------------------ | ----- | ----- | ---- | ------------------------------- |
| Majorité (38 sièges)                 |       |       |      |                                 |
| Parti socialiste                     |       | PS    | 16   | Gauche sociale et écologique    |
| Divers gauche                        |       | DVG   | 15   | Gauche sociale et écologique    |
| Europe Écologie Les Verts            |       | EÉLV  | 3    | Gauche sociale et écologique    |
| Parti communiste français            |       | PCF   | 2    | Gauche sociale et écologique    |
| Génération.s                         |       | G.s   | 2    | Gauche sociale et écologique    |
| Opposition (16 sièges)               |       |       |      |                                 |
| Divers droite                        |       | DVD   | 8    | Union de la droite et du centre |
| Les Républicains                     |       | LR    | 5    | Union de la droite et du centre |
| Union des démocrates et indépendants |       | UDI   | 3    | Union de la droite et du centre |
| Président du Conseil départemental   |       |       |      |                                 |
| Christian Coail (PS)                 |       |       |      |                                 |

### Liste des conseillers départementaux des Côtes-d'Armor
Dans le cadre de la réforme du mode de scrutin pour les élections départementales adoptée le 17 avril 2013, un redécoupage des cantons a été effectué. De ce fait, le nombre de cantons dans le département des Côtes d'Armor a été revu à la baisse : 27 au lieu de 52.
Le législateur poursuit la démarche initiée dès 2010 visant à garantir la parité hommes/femmes. Lors des élections de mars 2015 (date du premier renouvellement général des assemblées départementales suivant la publication du décret), les conseillers départementaux (anciennement appelés conseillers généraux) sont élus au scrutin majoritaire binominal mixte pour une période de 6 ans.
| Canton             | Conseillers              | Partis | Partis | Groupes                         |
| ------------------ | ------------------------ | ------ | ------ | ------------------------------- |
| Bégard             | Cinderella Bernard       |        | PCF    | Gauche sociale et écologique    |
| Bégard             | Joël Philippe            |        | PS     | Gauche sociale et écologique    |
| Broons             | Mickaël Chevalier        |        | UDI    | Union de la droite et du centre |
| Broons             | Isabelle Goré-Chapel     |        | DVD    | Union de la droite et du centre |
| Callac             | Christian Coail          |        | PS     | Gauche sociale et écologique    |
| Callac             | Béatrice Le Couster      |        | DVG    | Gauche sociale et écologique    |
| Dinan              | Brigitte Balay-Mizrahi   |        | UDI    | Union de la droite et du centre |
| Dinan              | René Degrenne            |        | LR     | Union de la droite et du centre |
| Guerlédan          | Céline Guillaume         |        | LR     | Union de la droite et du centre |
| Guerlédan          | Hervé Le Lu              |        | DVD    | Union de la droite et du centre |
| Guingamp           | Guillaume Louis          |        | PS     | Gauche sociale et écologique    |
| Guingamp           | Anne-Marie Pasquiet      |        | DVG    | Gauche sociale et écologique    |
| Lamballe-Armor     | Nathalie Travert-Le Roux |        | PS     | Gauche sociale et écologique    |
| Lamballe-Armor     | Robert Rault             |        | PS     | Gauche sociale et écologique    |
| Lannion            | Marie-Annick Guillou     |        | EELV   | Gauche sociale et écologique    |
| Lannion            | Patrice Kervaon          |        | PS     | Gauche sociale et écologique    |
| Lanvallay          | Michel Daugan            |        | DVD    | Union de la droite et du centre |
| Lanvallay          | Cécilia Guigui-Delaroche |        | DVD    | Union de la droite et du centre |
| Loudéac            | Béatrice Boulanger       |        | LR     | Union de la droite et du centre |
| Loudéac            | Romain Boutron           |        | LR     | Union de la droite et du centre |
| Paimpol            | Gilles Pagny             |        | DVG    | Gauche sociale et écologique    |
| Paimpol            | Véronique Cadudal        |        | PS     | Gauche sociale et écologique    |
| Perros-Guirec      | Erven Léon               |        | DVD    | Union de la droite et du centre |
| Perros-Guirec      | Marie-Louise Droniou     |        | DVD    | Union de la droite et du centre |
| Plaintel           | Vincent Alleno           |        | DVG    | Gauche sociale et écologique    |
| Plaintel           | Nadine L'Echelard        |        | DVG    | Gauche sociale et écologique    |
| Plancoët           | Marie-Christine Cotin    |        | DVD    | Union de la droite et du centre |
| Plancoët           | Michel Desbois           |        | DVD    | Union de la droite et du centre |
| Plélo              | Gaëlle Routier           |        | DVG    | Gauche sociale et écologique    |
| Plélo              | Pascal Prido             |        | DVG    | Gauche sociale et écologique    |
| Plénée-Jugon       | Martine Pélan            |        | DVG    | Gauche sociale et écologique    |
| Plénée-Jugon       | Didier Yon               |        | PS     | Gauche sociale et écologique    |
| Pléneuf-Val-André  | Lisa Thomas              |        | DVG    | Gauche sociale et écologique    |
| Pléneuf-Val-André  | Jean-René Carfantan      |        | DVG    | Gauche sociale et écologique    |
| Plérin             | Jean-Marie Benier        |        | PS     | Gauche sociale et écologique    |
| Plérin             | Nathalie Nowak           |        | EELV   | Gauche sociale et écologique    |
| Pleslin-Trigavou   | Solenn Meslay            |        | DVG    | Gauche sociale et écologique    |
| Pleslin-Trigavou   | Thierry Orveillon        |        | PS     | Gauche sociale et écologique    |
| Plestin-les-Grèves | André Coënt              |        | PS     | Gauche sociale et écologique    |
| Plestin-les-Grèves | Nadine Salou-Le Guen     |        | DVG    | Gauche sociale et écologique    |
| Ploufragan         | Jean-Marc Dejoué         |        | PCF    | Gauche sociale et écologique    |
| Ploufragan         | Christine Orain-Grovalet |        | G.s    | Gauche sociale et écologique    |
| Plouha             | Valérie Rumiano          |        | LR     | Union de la droite et du centre |
| Plouha             | Thierry Simelière        |        | UDI    | Union de la droite et du centre |
| Rostrenen          | Alain Guéguen            |        | PS     | Gauche sociale et écologique    |
| Rostrenen          | Marie-José Fercoq        |        | DVG    | Gauche sociale et écologique    |
| Saint-Brieuc-1     | Damien Gaspaillard       |        | EELV   | Gauche sociale et écologique    |
| Saint-Brieuc-1     | Juliana San Geroteo      |        | G.s    | Gauche sociale et écologique    |
| Saint-Brieuc-2     | Nadège Langlais          |        | PS     | Gauche sociale et écologique    |
| Saint-Brieuc-2     | Ludovic Gouyette         |        | DVG    | Gauche sociale et écologique    |
| Trégueux           | Christine Métois-Le Bras |        | PS     | Gauche sociale et écologique    |
| Trégueux           | Denis Hamayon            |        | PS     | Gauche sociale et écologique    |
| Tréguier           | Pierrick Gouronnec       |        | PS     | Gauche sociale et écologique    |
| Tréguier           | Graziella Segoni         |        | DVG    | Gauche sociale et écologique    |

### Présidence
Christian Coail (Parti socialiste - Callac) a été élu président du Conseil départemental lors de la séance d'installation le 1er juillet 2021.
| Candidat       | Candidat        | Parti          | Voix |
| -------------- | --------------- | -------------- | ---- |
|                | Christian Coail | PS             | 38   |
|                | Romain Boutron  | LR             | 16   |
|                |                 |                |      |
| Inscrits       | Inscrits        | Inscrits       | 54   |
| Abstention     | Abstention      | Abstention     | 0    |
| Votants        | Votants         | Votants        | 54   |
| Blancs et nuls | Blancs et nuls  | Blancs et nuls | 0    |
| Exprimés       | Exprimés        | Exprimés       | 54   |

| Période                                                                | Période                                                        | Identité                                                       | Étiquette                                                      | Étiquette                                                      | Qualité |
| Liste des présidents successifs du conseil général (1945-2015)         | Liste des présidents successifs du conseil général (1945-2015) | Liste des présidents successifs du conseil général (1945-2015) | Liste des présidents successifs du conseil général (1945-2015) | Liste des présidents successifs du conseil général (1945-2015) | Liste des présidents successifs du conseil général (1945-2015) |
| ---------------------------------------------------------------------- | -------------------------------------------------------------- | -------------------------------------------------------------- | -------------------------------------------------------------- | -------------------------------------------------------------- | --- |
| 1945                                                                   | 1946                                                           | Jean-Baptiste Le Quéré                                         |                                                                | Rad.soc./RGR                                                   | Médecin Conseiller général de Quintin (1919 → 1931, 1937 → 1941 et 1945 → 1951) Conseiller municipal de Quintin |
| 1946                                                                   | 1947                                                           | André Cornu                                                    |                                                                | Rad.                                                           | Industriel Conseiller général de Pléneuf-Val-André (1945 → 1964) Ancien député des Côtes-du-Nord (1932 → 1936) Maire d'Erquy (1953 → 1971) |
| 1947                                                                   | 1949                                                           | François Clec'h                                                |                                                                | SFIO                                                           | Vétérinaire Conseiller général de Bégard (1945 → 1958 et 1962 → 1970) Ancien conseiller d'arrondissement de Bégard (1934 → 1940) Maire de Bégard (1944 → 1973) |
| 1949                                                                   | 1976                                                           | René Pleven                                                    |                                                                | UDSR puis ED puis CD puis PDM                                  | Inspecteur des Finances, président du Conseil (1950 → 1952) Conseiller général de Dinan-Est (1945 → 1976) Député des Côtes-du-Nord puis de la 2e circonscription (1945 → 1969) |
| 1976                                                                   | 1997                                                           | Charles Josselin                                               |                                                                | PS                                                             | Économiste Conseiller général de Ploubalay (1973 → 2015) Conseiller régional de Bretagne (1974 → 1985) Député européen (1979 → 1981) Député de la 2e circonscription des Côtes-du-Nord (1973 → 1978 et 1981 → 1985) Député des Côtes-du-Nord (1986 → 1988) Député de la 2e circonscription des Côtes-d'Armor (1988 → 1992 et 1993 → 1997) Maire de Pleslin-Trigavou (1977 → 1997) |
| 1997                                                                   | 2015                                                           | Claudy Lebreton                                                |                                                                | PS                                                             | Kinésithérapeute Conseiller général de Jugon-les-Lacs (1992 → 2015) Maire de Plénée-Jugon (1977 → 2001) Président de l'Assemblée des départements de France (2004 → 2015) |
| Liste des présidents successifs du conseil départemental (depuis 2015) |                                                                |                                                                |                                                                |                                                                | |
| 2015                                                                   | 2020                                                           | Alain Cadec                                                    |                                                                | LR                                                             | Conseiller départemental de Plérin (2015 → 2021) Ancien conseiller général de Saint-Brieuc-Nord (2001 → 2015) Député européen (2009 → 2019) Sénateur (depuis 2020) Démissionnaire à la suite de son élection comme sénateur |
| 2020                                                                   | 2021                                                           | Romain Boutron                                                 |                                                                | LR                                                             | Chef d'entreprise Conseiller départemental de Loudéac (depuis 2015) Maire de Plémet (2014 → 2015) puis de la commune nouvelle de Plémet (2016 → 2020) |
| 2021                                                                   | en cours                                                       | Christian Coail                                                |                                                                | PS                                                             | Directeur d'agence bancaire retraité Conseiller départemental de Callac (depuis 2015) Ancien conseiller général de Callac (2008 → 2015) Maire de Saint-Servais (1989 → 2021) |

## Vice-présidents et conseillers délégués

### Mandature 2021-2028
| Ordre | Conseiller départemental | Parti | Parti | Délégation                                                        | Canton d'élection  |
| ----- | ------------------------ | ----- | ----- | ----------------------------------------------------------------- | ------------------ |
| 1er   | Jean-Marie Benier        |       | PS    | Ressources humaines et Dialogue social                            | Plérin             |
| 2e    | Véronique Cadudal        |       | DVG   | Autonomie                                                         | Paimpol            |
| 3e    | Vincent Alleno           |       | DVG   | Finances, Numérique et Contrats de territoire                     | Plaintel           |
| 4e    | Cinderella Marchand      |       | PCF   | Enfance et Famille                                                | Bégard             |
| 5e    | Patrice Kervaon          |       | PS    | Culture et Cultures de Bretagne                                   | Lannion            |
| 6e    | Solenn Meslay            |       | DVG   | Vie associative et Relations internationales                      | Pleslin-Trigavou   |
| 7e    | Jean-René Carfantan      |       | DVG   | Éducation et Éducation populaire                                  | Pléneuf-Val-André  |
| 8e    | Christine Orain-Grovalet |       | DVG   | Insertion, Économie sociale et solidaire et Égalité femmes-hommes | Ploufragan         |
| 9e    | Ludovic Gouyette         |       | DVG   | Jeunesse et Sports                                                | Saint-Brieuc-2     |
| 10e   | Gaëlle Routier           |       | DVG   | Logement et Habitat                                               | Plélo              |
| 11e   | André Coënt              |       | PS    | Infrastructures et Mobilités douces                               | Plestin-les-Grèves |
| 12e   | Nathalie Travert-Le Roux |       | DVG   | Patrimoine immobilier et Tourisme                                 | Lamballe-Armor     |

| Conseiller départemental | Parti | Parti | Délégation                          | Canton d'élection |
| ------------------------ | ----- | ----- | ----------------------------------- | ----------------- |
| Nathalie Nowak           |       | EELV  | Environnement                       | Plérin            |
| Didier Yon               |       | DVG   | Agriculture                         | Plénée-Jugon      |
| Juliana San Geroteo      |       | G.s   | Enseignement supérieur et Recherche | Saint-Brieuc-1    |

## Commissions

### Mandature 2021-2028
- Commission du Service public : Ressources humaines, dialogue social – Finances – Numérique – Contrats de territoire, présidée par Denis Hamayon (Trégueux)
- Commission des Solidarités humaines : Autonomie – Enfance – Famille – Insertion – Économie sociale et solidaire – Égalité femmes hommes – Logement habitat, présidée par Guillaume Louis (Guingamp)
- Commission de la Transition écologique et de l'aménagement du territoire : Infrastructures et mobilités douces – Environnement – Agriculture – Patrimoine immobilier – Tourisme, présidée par Damien Gaspaillard (Saint-Brieuc-1)
- Commission Jeunesse : Jeunesse – Sports – Éducation et Éducation populaire – Enseignement supérieur et Recherche, présidée par Anne-Marie Pasquiet (Guingamp)
- Commission Citoyenneté : Culture et Cultures de Bretagne – Vie associative – Relations internationales, présidée par Christine Métois-Le Bras (Trégueux)

## Budget
Le Conseil départemental des Côtes-d'Armor a en 2021 un budget de 669 millions d'euros. 

## Identité visuelle

Logo des Côtes d'Armor (conseil général) de début 1990 à 2014.
Logo des Côtes-d'Armor (conseil départemental) depuis 2014.
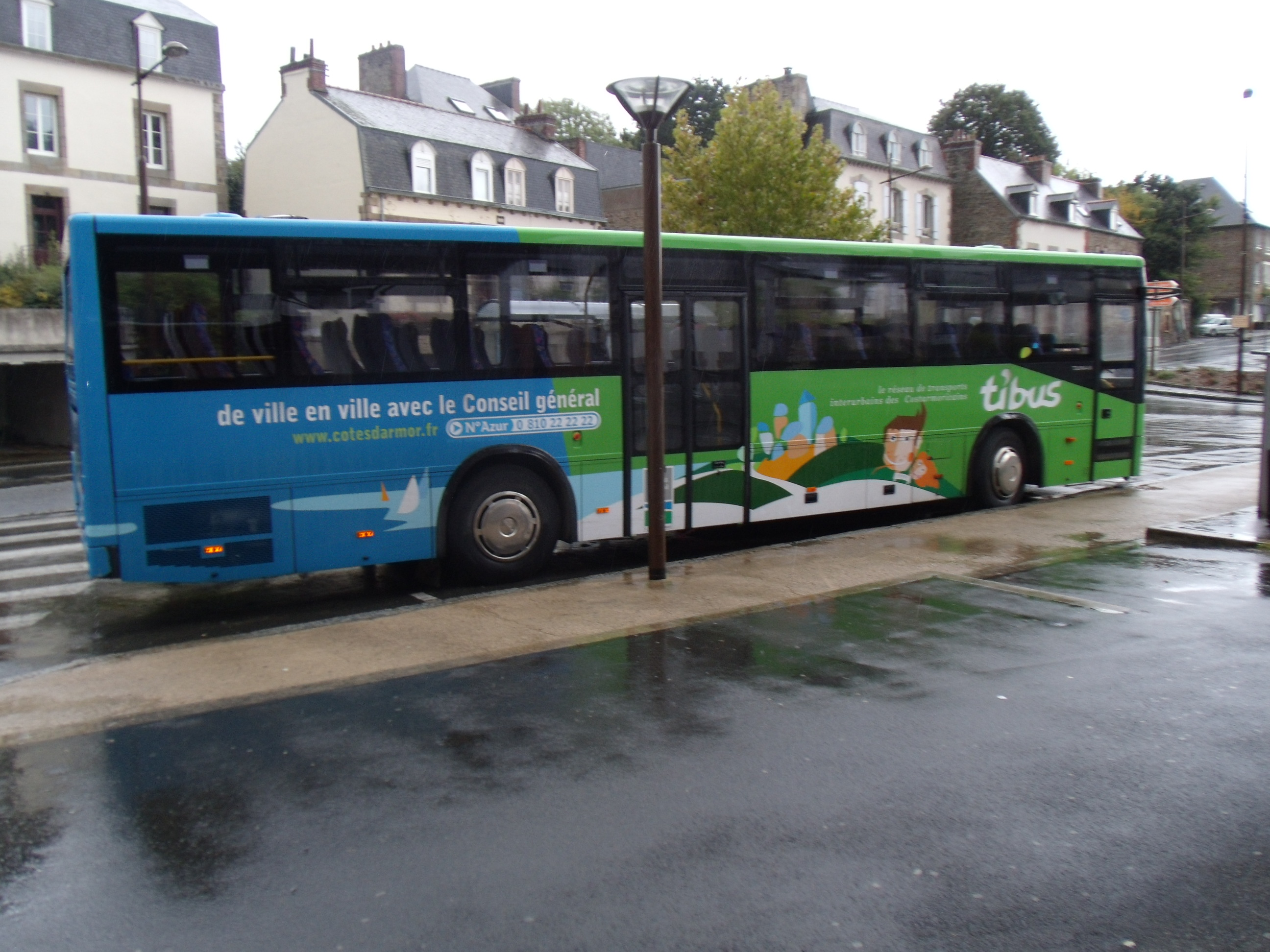
Véhicules Ti'Bus, qui sont aux couleurs du logo du département.